# 復仇者聯盟3：無限之戰
《復仇者聯盟：無限之戰》（英語：Avengers: Infinity War）是一部2018年上映的美國超級英雄電影，改編自漫威漫畫旗下的超級英雄團隊復仇者聯盟，本片由漫威影業製作，並由華特迪士尼工作室電影發行。本片為2015年電影《復仇者聯盟2：奧創紀元》的續集，同時亦是漫威電影宇宙系列的第19部電影作品。本片是史上首部全片使用ARRI ALEXA IMAX摄影机的電影。本片由羅素兄弟執導，並由克里斯多佛·馬庫斯與史蒂芬·麥費利負責撰寫劇本。主演包括了許多漫威電影宇宙的演員，如小勞勃·道尼、克里斯·伊凡、克里斯·漢斯沃、馬克·盧法洛、史嘉蕾·喬韓森、班奈狄克·康柏拜區、保羅·貝特尼、湯姆·霍蘭德等原班人馬。電影中，復仇者們跟星際異攻隊聯合共同阻止薩諾斯收集無所不能的無限寶石。
2014年，電影以《復仇者聯盟：無限之戰 第一章》（Avengers: Infinity War – Part 1）及《復仇者聯盟：無限之戰 第二章》（Avengers: Infinity War – Part 2）的名稱公布，以作為《復仇者聯盟》系列的第三部電影。羅素兄弟於2015年4月落實執導，而在同年5月，編劇搭檔馬庫斯與麥費利簽約為電影編寫劇本，基於吉姆·史塔林於1991年的《無限手套》漫畫及喬納森·希克曼於2013年的《無限》的靈感而創作的。2016年，漫威影業把電影名稱縮短為《復仇者聯盟：無限之戰》。電影於2017年1月在美國喬治亞州費耶特縣的松林製片廠開拍，漫威電影宇宙系列的大部分演員都將會重演他們的角色。此電影跟續集《復仇者聯盟：終局之戰》將會以背靠背的方式同時拍攝，電影額外的部分於英國蘇格蘭及亞特蘭大和美國紐約市取景。製作預算為3.16億至4億美元，成為製作成本最昂貴的電影之一。
《復仇者聯盟：無限之戰》於2018年4月23日於洛杉磯舉行全球首映禮，並在2018年4月27日於美國以阿萊新2D技術、杜比影院、RealD、IMAX及IMAX 3D上映。儘管因電影時間過長受到一些批評，故事的情感比例和角色的內心背景，以及視覺效果和動作特效仍獲得影評人的普遍好評（尤其是喬許·布洛林飾演的反派薩諾斯）。此電影在全球最高電影票房排名第五，並成為首部票房超過20億美元的超級英雄電影，打破了多項紀錄，成為2018年最高收益的電影。續集《復仇者聯盟：終局之戰》於2019年4月26日在美國上映。

## 劇情
薩諾斯伴隨著四名隨行戰士在柴達星奪取到力量寶石後，半路上攔截剛從阿斯嘉死裡逃生的難民艦船，登艦殺死數量將近一半的阿斯嘉難民。薩諾斯相繼制伏索爾，打敗浩克，更單手掐死試圖找機會近距離刺殺他的洛基，海姆達爾在被殺之際用最後的彩虹橋能量將浩克送往地球，薩諾斯獲取洛基從阿斯嘉偷偷帶出來的宇宙魔方中的空間寶石後，離開時通過力量寶石將索爾在內的整艘船徹底燒毀。浩克墜入紐約至聖所並恢復成布魯斯·班納，對守護至聖所的魔法師史蒂芬·史傳奇和王通知薩諾斯即將來襲，若讓他成功集齊六顆無限寶石，僅僅一下響指就能消滅全宇宙一半的生命。
知曉此事的史傳奇馬上找來正在外陪小辣椒·波茲慢跑的東尼·史塔克，告知他事情的嚴重性時，兩名戰士烏木喉和黑曜獵手搭乘圓形艦船大肆破壞紐約，試圖強行奪取史傳奇佩戴的阿迦莫多之眼中的時間寶石。由於班納不能變成浩克，東尼獨自跟強大的黑曜獵手搏鬥，兩方的打鬥引起遠處的彼得·帕克的注意而使他加入戰局，王最後將黑曜獵手傳送至北極才制止牠。烏木喉取不出寶石而只能勒昏史傳奇後帶回船上前往外太空，東尼和彼得均身換納米科技動力服而潛伏進船上。兩者均失聯後，王繼續守護至聖所以外，班納則用東尼的手機通知史提芬·羅傑斯。
另外兩名戰士亡刃和暗夜比鄰星抵達蘇格蘭愛丁堡伏擊汪達·麥西莫夫和頭上鑲著心靈寶石的幻視，被嚴重刺傷的幻視失去反擊能力時，史提芬及時帶領山姆·威爾森和娜塔莎·羅曼諾夫前來援助，迫使亡刃和比鄰星暫時撤退。一行人撤離回復仇者總部後跟班納和詹姆斯·羅德會合，得知美國政府不會介入後，幻視提議自我犧牲來摧毀寶石以防止薩諾斯奪取。但眾人不忍心犧牲同伴，班納想到可以將寶石跟幻視分開，史提芬認為瓦干達能協助後，馬上聯絡帝查拉國王求助。而帝查拉備戰的同時召來休養結束的巴奇·巴恩斯，為妹妹舒莉爭取取出寶石的時間。
星際異攻隊收到阿斯嘉艦船的求救信號後趕到失事地點營救到倖存的索爾，其被救醒後認為薩諾斯接下來會去找收藏在知無領域裡的乙太；乙太由現實寶石所構成。為了取得能跟薩諾斯抗衡的武器，索爾帶領火箭浣熊和格魯特來到尼達維利爾，作為他先前的兵器雷神之鎚和薩諾斯的無限手套的打造地，三人聯合跟矮人工匠伊特理打造出原為阿斯嘉王者而設計的神器戰斧「雷霆戰斧」（Stormbreaker）。而彼得·奎爾、葛摩菈、德克斯和螳螂女來到知無領域，但薩諾斯早已血洗該地並奪得現實寶石，葛摩菈在交手失敗下被擄走。薩諾斯通過被俘虜的涅布拉的性命威脅葛摩菈帶他去埋藏靈魂寶石的佛米爾星，該地由70年前從地球被放逐至此的約翰·施密特看守著。由於想獲得寶石必須犧牲摯愛的性命，薩諾斯忍痛將他一手養大的養女葛摩菈扔下懸崖墜亡，因此通過考驗而獲得寶石。
涅布拉趁機逃出監禁後為螳螂女傳達消息前往薩諾斯的滅亡家鄉泰坦星，而這時東尼和彼得靠破壞船艙使烏木喉吸進太空凍死，讓史傳奇脫身後一齊迫降在泰坦星上。搶先到達的奎爾一行人四處追問葛摩菈下落，雙方決定達成共識，想辦法脫下薩諾斯的無限手套來殺他，而史傳奇用時間寶石預見14,000,605個戰爭結果，總結出只有“一個結果”最終是他們勝利。薩諾斯隨即來到他的母星，解釋他的所為只是不想讓自己母星的滅亡在整座銀河系重蹈覆轍，因此有必要消滅銀河系一半生命來恢復“平衡”。東尼、奎爾兩方人立即行動並最終壓制住薩諾斯，就在快要脫下他手套之際，趕來星球的涅布拉斷言他已殺死葛摩菈，導致奎爾情緒失控毆打薩諾斯，也讓薩諾斯脫身而使戰局瞬間逆轉。史傳奇自願為薩諾斯獻上時間寶石換取東尼性命，聲稱這是「唯一的選擇」。
在瓦干達，眾復仇者和帝查拉率領的陣營匯聚後，聯合對抗剩下三位薩諾斯戰士以及他們的外星大軍「先遣者」（Outriders）；參戰的包括身穿浩克毀滅者二代的班納，以及後來拿著戰斧召喚彩虹橋抵達地球的索爾、火箭和格魯特。經過眾人的誓死抵抗，相繼殺死比鄰星、黑曜獵手和亡刃以及大多數先遣者，但舒莉未能及時取出寶石，幻視被迫忍著傷痛跑到叢林裡抵抗。薩諾斯抵達叢林準備奪取寶石，其他人盡全力阻擋他時，汪達奉幻視的心願而忍痛用魔法將幻視連同寶石一起摧毀，然而薩諾斯使用時間寶石將時間倒轉將其恢復，強行拔除寶石而讓幻視當場斃命。
儘管索爾用戰斧重傷薩諾斯的胸膛，但薩諾斯仍然抬手打一響指，使全宇宙為數一半的生命灰飛煙滅，其中包含巴奇、帝查拉、格魯特、汪達、山姆、螳螂女、德克斯、奎爾、史傳奇和彼得。倖存的英雄陷入茫然無措的局面，東尼和涅布拉兩人困在泰坦星上孤立無援。受害者包括當時身在地球另一邊的尼克·福瑞和瑪莉亞·希爾，而福瑞在即將消失之際按下呼叫器發出求救信號，上面顯示著一個神秘符號。薩諾斯製造傳送門逃至一座美麗的花園星球，在滿懷成功的喜悅以及失去一切的惆悵下，望著眼前的夕陽露出笑容。

## 演員
- 小勞勃·道尼飾演東尼·史塔克／鋼鐵人（Tony Stark / Iron Man）：復仇者聯盟的現任領袖，一位天才發明家兼億萬富豪，經營著史塔克工業。某次到阿富汗時遭犯罪組織「十環幫」擄走，心臟受重創之下靠胸口的微型方舟反應爐續命，逃走後成為「鋼鐵人」並製造出許多的鋼鐵動力服。如今復仇者聯盟四分五裂，其實在多年前就已經預感到大戰即將來臨，因此一直在做萬全的準備，坦然面對另一波宇宙威脅。[8][9]
- 克里斯·漢斯沃飾演索爾（Thor）：改編自北歐神話中的同名神祗，奧丁的長子，身經百戰，從不退縮。原先的武器是雷神之鎚（英语：Mjolnir (comics)），但在與姐姐海拉的戰鬥中被摧毀且失去了右眼，而在阿斯嘉被毀後帶領子民前往地球的途中遭遇薩諾斯襲擊。[10]
- 馬克·盧法洛飾演布魯斯·班納／浩克（Bruce Banner / Hulk）：原是一名軍方科學家兼伽瑪射線研究員，因為一次實驗被照射過量伽瑪射線而導致身體突變，每當憤怒時就會變身成擁有無窮破壞力的浩克，加入復仇者聯盟後使他改變了孤僻性格。在蘇科維亞戰役後選擇自我放逐，以浩克的形態存在兩年直到被索爾帶出陰影得以返回地球。[11]
- 克里斯·伊凡飾演史提芬·羅傑斯／美國隊長（Steve Rogers / Captain America）：原是一名瘦弱但富有正義感的小人物，在第二次世界大戰的時期參與超級士兵計劃，因而成為了「美國隊長」，冰封七十年後重新甦醒並加入復仇者聯盟，卻因拒絕接受政府的管束而與鋼鐵人一派意見相左，因此成為逃犯並領導著自己的派系。[10]
- 史嘉蕾·喬韓森飾演娜塔莎·羅曼諾夫／黑寡婦（Natasha Romanoff / Black Widow）：前神盾局特工，復仇者聯盟的重要成員，而她在復仇者內戰中最終選擇支持美國隊長，在逃亡一段時間後重新加入美國隊長的派系並擔任重要的一員。[12]
- 班奈狄克·康柏拜區飾演史蒂芬·史傳奇／奇異博士（Dr. Stephen Strange）：原是一名優秀的天才外科醫生，但因為一場嚴重的車禍傷到雙手而無法再執刀。向古一拜師，在她死後成為至尊魔法師，默默守護地球免受黑暗勢力危害。[13]
- 唐·奇鐸飾演詹姆斯·羅德／戰爭機器（James "Rhodey" Rhodes / War Machine）：東尼的拍檔兼老友，美國空軍的軍事採購聯絡人，是東尼少數幾個值得信賴的朋友。當初借用東尼的一套原型動力服而成為了“戰爭機器”，跟他攜手奮戰多年，但在復仇者內戰中因幻視的誤射而摔成重傷險癱瘓。[14]
- 湯姆·霍蘭德飾演彼得·帕克／蜘蛛人（Peter Parker / Spider-Man）：一名居住在紐約市皇后區的15歲高中生，被東尼看中實力而加入復仇者聯盟。在一次被蜘蛛咬傷後得到蜘蛛的能力，並開始化身蜘蛛人懲奸鬥惡。某次獨自偵破一宗外星武器走私案件並打敗幕後黑手亞德里安·圖姆斯後得到東尼的認同而得到一件嶄新的蜘蛛人戰服。[15]
- 查德威克·鮑斯曼飾演帝查拉／黑豹（T'Challa / Black Panther）：非洲國家瓦干達的國王，在父親死後繼承其王位，同時亦繼承其黑豹的稱號，得知父親死亡的真相後協助庇護酷寒戰士。[16]
- 保羅·貝特尼飾演幻視（Vision）：原為東尼的人工智能管家「賈維斯」，在奧創事件中被東尼與班納導入由奧創製造出的新身體，本體以汎合金為材料，生命來源來自於洛基的權杖上的心靈寶石，亦是心靈寶石的主要保管者。和汪達產生曖昧情愫，使他背離鋼鐵人的派系和她在一起。[13]
- 伊莉莎白·歐森飾演汪達·麥西莫夫（Wanda Maximoff）：皮特洛·麥西莫夫的雙胞胎妹妹[註 12]，來自蘇科維亞，從小與哥哥相依為命。自願加入九頭蛇的人體實驗，能以操縱幻像魔法及混沌魔法作為攻擊，並擁有遠端操縱他人腦部的能力和心靈輸送的能力，在奧創事件後改邪歸正並加入復仇者聯盟，跟幻視是情侶關係。[17]
- 安東尼·麥基飾演山姆·威爾森／獵鷹（Sam Wilson / Falcon）：前美軍退役傘兵，美國隊長的忠誠盟友，擅長使用便攜的高科技機械翅膀進行空中作戰和掩護。在復仇者聯盟分裂後加入美國隊長的派系，裝備升級後備有數架紅翼以輔助攻擊。[18]
- 賽巴斯汀·史坦飾演巴奇·巴恩斯／酷寒戰士（James Buchanan "Bucky" Barnes / Winter Soldier）：美國隊長二戰時的至交與戰友，在一次任務中掉下山崖，後被九頭蛇餘黨救回後，被阿尼姆·索拉親手訓練為無情刺客「酷寒戰士」。如今突破洗腦且恢復記憶，隱居在瓦干達時被當地的居民稱作「白狼」（White Wolf）。[19]
- 湯姆·希德斯頓飾演洛基（Loki）：索爾的弟弟，勞菲（英语：Laufey (comics)）的親生兒子，奧丁的養子，在諸神黃昏與索爾並肩作戰，開始讓索爾對其改觀，於本片的開頭慘死在薩諾斯手中。[20]
- 伊卓瑞斯·艾巴飾演海姆達爾（Heimdall）：阿斯嘉的守護者，負責彩虹橋的開啟與關閉，為人忠誠、正義且富責任感，是索爾少數最為信任的摯友，於本片的開頭慘死在薩諾斯手中。[21]
- 彼特·丁拉基飾演伊特理（英语：Eitri (comics)）：矮人族的最後子民，無限手套及索爾的新武器「雷霆戰斧」的打造者。[22]
- 黃凱旋飾演王：神秘的魔法師，史傳奇的夥伴，負責管理卡瑪泰姬中的圖書館，擁有淵博的武術和魔法知識。 [23]
- 龐·克萊門捷夫飾演螳螂女（Mantis）：星際異攻隊的一員，可以靠觸碰來體會他人的感受，以及暫時舒緩他人情緒。[24]
- 凱倫·吉蘭飾演涅布拉（Nebula）：露芬莫德人，薩諾斯的第二養女，全身由機械構造，從小跟葛摩菈一起長大，跟葛摩菈處於敵對關係的她隨著伊果戰役而有所改善。[25]
- 戴夫·巴帝斯塔飾演毀滅者德克斯（Drax the Destroyer）：星際異攻隊的一員，種族不明，妻小曾經被薩諾斯間接屠殺，踏上為家人復仇的道路。 [26]
- 柔伊·莎達娜飾演葛摩菈（Gamora）：星際異攻隊的一員，辛浩布里族出身，家人均被屠殺後被薩諾斯收留作為養女，但在遇到奎爾等夥伴後，使她為了向薩諾斯復仇而背離他。[27][28]雅瑞安娜·葛林布雷飾演幼年時的葛摩菈。[29]
- 馮·迪索聲演格鲁特（Groot）：星際異攻隊的一員，人形的樹生物，擁有再生能力，語言能力只限於「我是格魯特（I am Groot）」，但每句話表達不同含義；目前成長至青年階段。 [30]
- 布萊德利·庫柏聲演火箭浣熊（Rocket）：星際異攻隊的成員，身為基因工程浣熊、賞金獵人及星際傭兵，且是武器和戰術的大師。西恩·岡恩為火箭浣熊進行動作捕捉演出。[31]
- 葛妮絲·派特洛飾演小辣椒·波茲（Virginia "Pepper" Potts）：東尼的未婚妻，史塔克工業的執行長，比較反對東尼如此拼命地拯救世界，如今開始和他談婚論嫁。[32]
- 班尼西歐·狄奧·托羅飾演坦利亞·帝凡／收藏者（Taneleer Tivan / The Collector）：帝凡集團的領袖，宇宙中最古老的生命之一（已經超過30億歲），擁有全宇宙最大的博物館。以知無領域為據點，正在尋找並收集無限寶石，但並不是很清楚無限寶石的用處。[33]
- 喬許·布洛林飾演薩諾斯（Thanos）：掌握著宇宙強權的泰坦霸王，泰坦星的最後子民，是葛摩菈和涅布拉姐妹倆的養父。造成紐約戰役的幕後黑手，經歷過母星泰坦星滅亡的悲劇後，準備親自奪取六顆無限寶石，意圖消滅銀河系一半生命來恢復宇宙平衡，會將所經過之處屠戮殆盡。[34]
- 克里斯·普瑞特飾演彼得·奎爾／星爵（Peter Quill / Star-Lord）：星際異攻隊的隊長，1980年代出生的地球人，擁有人類和天神族的混血基因。在9歲時被星際盜賊團「破壞者」帶離地球，後來受訓練成為一名星際盜賊。[17]

其他來自漫威電影宇宙的演員在這部電影中回歸飾演各自的角色，當中有來自2018年電影《黑豹》的達娜·古瑞拉飾演朵拉親衛隊侍衛長奧科耶，莉蒂西亞·萊特飾演帝查拉的妹妹舒莉，溫斯頓·杜克飾演賈巴里部落的領袖恩巴庫，佛羅倫絲·卡孫巴飾演奧科耶的部下艾歐。同時包括來自2017年電影《蜘蛛人：返校日》的雅各布·貝塔隆飾演彼得的摯友及同學奈德·利茲，而伊莎貝拉·阿瑪拉、蒂芬妮·埃斯佩森和伊森·狄澤分別飾演彼得的同學莎莉、辛蒂（Cindy）和泰尼（Tiny）。威廉·赫特客串飾演美國國務卿撒迪厄斯·羅斯，凱瑞·康頓聲演東尼的人工智能管家星期五。山繆·傑克森和蔻碧·史莫德在片尾片段分別客串飾演尼克·福瑞和瑪莉亞·希爾。
電影中同時介紹了薩諾斯的四位黨羽，取自漫畫中的反派團體「闇黑號令」，但在電影中只稱作「薩諾斯之子」（Children of Thanos）。當中有泰瑞·諾特利飾演擁有超強悍的力量及無堅不摧的皮膚的黑曜獵手（Cull Obsidian），湯姆·沃恩-羅勒飾演善於計謀、念力控制和以言語方式對付敵人的烏木喉（Ebony Maw），麥可·詹姆士·蕭飾演擁有強大的力量、速度和耐久性且擅長使用刀葉形狀的長矛的亡刃（Corvus Glaive），以及凱莉·庫恩飾演團體中最強的格鬥戰士暗夜比鄰星（Proxima Midnight）。四人均以動作捕捉的形式出演，而飾演暗夜比鄰星的凱莉·庫恩由於在拍攝時懷孕，因此她大部分時間提供面部形象捕捉以及一小部分動作演出，角色絕大多數動作方面由替身演員莫妮克·甘德顿完成。而烏木喉的形象則取材自漫畫中的梅菲斯特，為《無限手套》漫畫故事中的人物。
羅斯·馬奎德飾演約翰·施密特／紅骷髏，九頭蛇於第二次世界大戰時的創建者，其上一次出現在2011年電影《美國隊長：復仇者先鋒》後就不知去向，於本片揭露是被宇宙魔方放逐至靈魂寶石的埋藏地的星球，作為指路人來指引他人尋找靈魂寶石。基於在《美國隊長》中飾演過紅骷髏的雨果·威明拒絕回歸扮演，因此劇組找來羅斯·馬奎德飾演該角色，電影中是由特效以及替身來完成。史丹·李在電影中客串彼得·帕克的校車司機，編劇之一史蒂芬·麥費利客串羅斯國務卿的助手，而2011年電影《雷神索爾》的導演肯尼斯·布萊納以未掛名的形式聲演片頭中的阿斯嘉難民艦船的求救播報聲。大衛·克羅斯原計劃客串該電影，扮演他曾經和羅素兄弟合作過的非漫威電視劇集《發展受阻》中的角色托拜斯·方克，雖然克羅斯因時間衝突而無法參與演出，但角色仍然以彩蛋的形式現身，為收藏者的博物館中的展品之一，以未掛名的形式客串。強·法夫洛回歸飾演快樂·霍根，而導演喬·羅素則客串飾演一位狗仔隊攝影師，但兩者戲份最終從電影成片中刪除。

## 拍攝
電影的主要攝影定於2017年1月開始，拍攝地點位在喬治亞州費耶特縣的松林亞特蘭大工作室，並且由塔蘭·奧柏諾擔任攝影指導。暫定名稱為「瑪麗·盧」（Mary Lou）。取景範圍也延伸至世界各地，包含蘇格蘭，除此之外，電影也將在愛丁堡、格拉斯哥和蘇格蘭高地進行拍攝。蘇格蘭的攝影方面預計將在2017年2月28日開始進行，並且於該國持續六個月的時間。2017年7月14日完成拍攝。

## 音樂
2016年6月，曾為《復仇者聯盟》配樂的亞倫·席維斯崔回歸為《復仇者聯盟3：無限之戰》及其續集進行配樂工作。

## 發行
《復仇者聯盟3：無限之戰》原定於2018年5月4日在美國發行。2018年3月1日，電影改於2018年4月27日在全球發行。

### 家庭影碟
《復仇者聯盟：無限之戰》的數位發行將於2018年7月31日由華特迪士尼公司推出，而電影的超高清藍光光碟、藍光影碟及DVD亦於2018年8月14日發行。數位及藍光版本發行包括幕後花絮，評論音軌，刪剪場景及軼事捲軸。數位發行版本還包含漫威電影宇宙系列電影的導演之間的圓桌討論，當中包括羅素兄弟、強·法夫洛、喬斯·溫登、詹姆斯·岡恩、瑞恩·庫格勒、派頓·瑞德和塔伊加·維迪提。

## 迴響

### 評價
根据評論匯總网站爛番茄汇总的492篇评论文章，85%的评论家给予该作正面评价，使之獲得「認證新鮮」標識，平均打分为7.6分（满分10分）。该网站总结的评论家共识是“《復仇者聯盟3：無限之戰》巧妙地嘲諷一群令人眼花繚亂的漫威電影宇宙英雄，以應對他們最嚴重的威脅，結果是一場驚心動魄，情緒共鳴的大片（大部分）實現了其巨大的野心。”在Metacritic上，54位影評人共給予了68分的分數（滿分100分），這部電影獲得了「普遍好評」。據CinemaScore調查，觀眾的評價在A+至F間落於「A」。

### 市場營銷
首支正式預告已於2017年11月29日隨新聞節目《早安美國》釋出，並在24小時內贏得2億3000萬次觀看，超過了的紀錄。第二支正式預告於2018年3月16日釋出，並在三小時內獲得近一百萬的觀看次數。
美國本土戲票預售於2018年3月16日在預售網站Fandango開賣，並於6小時內打破舊有預售紀錄。

### 中国宣传的失误
2018年4月19日，在上海迪士尼小镇舉行電影在中國大陸的首映典禮，由于主办方一系列安排失当，引发争议。18日晚间，既有大量粉丝聚集在迪士尼小镇的紅毯活動區，準備參加19日活动。此前，漫威影业官方曾劝阻粉丝，不要提前排队。晚间，粉丝的大量聚焦引发安全担忧。19日01:44，漫威影業在新浪微博发布公布，劝阻粉丝前往红毯区。没有参加排队的粉丝则失去参與活動的機會。19日上午，迪斯尼中国通过微信表示“红毯活动粉丝区域能容纳的空间已饱和”，并对现场观众进行人身安全提醒。新民网相关报道图片显示，在上海迪士尼小镇现场亦有以中英文书写的公告展板——“本次活动粉丝区域已满，暂停开放。[……]”。19日晚间的漫威电影十周年庆典的组织、活动安排、嘉宾言论又引发争议。庆典安排中國大陆及香港歌手担任嘉宾出场。合照时，又以陈奕迅为中间位。使电影主要演員們被淪為活動配角。而陈奕迅又将漫威与DC的角色混淆，“他们叫什么人？超人吗？超级英雄？Whatever…”被指非常不尊重演员。活动结束后，网友曝光活动现场遗留满地垃圾的照片，引發輿論批評。参加19日活动的观众则辩解根源在于主办方安排失当所造成的现场混乱。
4月23日，迪士尼影業在上海舉辦記者會，对上海活動的状况做出回應和说明。迪士尼影业负责人对粉丝遭遇道歉，承認邀請歌手参加漫威電影十年慶典是錯誤決定，並承諾往後不再邀請當地藝人作為電影的“代言大使”，不再延續《星際大戰：原力覺醒》開始的宣传方式。

### 票房
該片全球首周周末票房開出紅盤，以6.4億美元創下新高，勝過先前紀錄保持者《玩命關頭8》，後者當時首周票房5.41億美元。
北美方面，集結多位超級英雄的《復仇者聯盟3》不負眾望，北美首周周末票房寫下2.57億美元歷史新高，擊敗《星際大戰：原力覺醒》當時創下的2.47億美元紀錄。
中國大陸方面，首日票房為人民幣3.87億元；首周票房人民幣12.71億元；最终票房累計至人民幣23.89億元。
香港方面，首日票房為1,037萬港幣，刷新香港開畫日票房；上映第四天，單日票房為1,586萬港币，刷新香港單日票房紀錄；首週五天票房為8,613萬港币，刷新香港首周票房紀錄；最終票房為1.53億港元。
台灣方面，首週團體包場加預售的票數為109,147張；首日票房為新台幣5,256萬元，成為漫威宇宙在台最高首日票房紀錄；首週五天票房為新台幣2.86億元；次週票房累計至新台幣4.95億元；第三週票房累計至新台幣5.73億元；第四週票房累計至新台幣6.07億元；最終全台票房為新台幣6.41億元。
| 上一届： 《噤界》       | 2018年美國週末票房冠軍 第17-19週     | 下一届： 《死侍2》      |
| 上一届： 《一級玩家》   | 2018年台北週末票房冠軍 第17-19週     | 下一届： 《死侍2》      |
| 上一届： 《末日困獸戰》 | 2018年香港一週票房冠軍 第17-19週     | 下一届： 《死侍2》      |
| 上一届： 《後來的我們》 | 2018年中国大陸一周票房冠军 第19-20週 | 下一届： 《超時空同居》 |

## 續集
《復仇者聯盟4：終局之戰》於2019年4月24日在中國大陸、香港、新加坡、台灣、韓國及馬來西亞上映，而美國則於4月26日上映（含IMAX版本）。，並由羅素兄弟回歸執導電影，克里斯多佛·馬庫斯和史蒂芬·麥費利撰寫劇本。

## 外部連結
- 官方网站
- 互联网电影数据库（IMDb）上《復仇者聯盟3：無限之戰》的资料（英文）
- Box Office Mojo上《復仇者聯盟3：無限之戰》的資料（英文）
- Metacritic上《復仇者聯盟3：無限之戰》的資料（英文）
- 爛番茄上《復仇者聯盟3：無限之戰》的資料（英文）
- AllMovie上《復仇者聯盟3：無限之戰》的资料（英文）
- 開眼電影網上《復仇者聯盟3：無限之戰》的資料（繁體中文）
- 豆瓣电影上《復仇者聯盟3：無限之戰》的資料 （简体中文）
- 时光网上《復仇者聯盟3：無限之戰》的資料（简体中文）